# Menehune

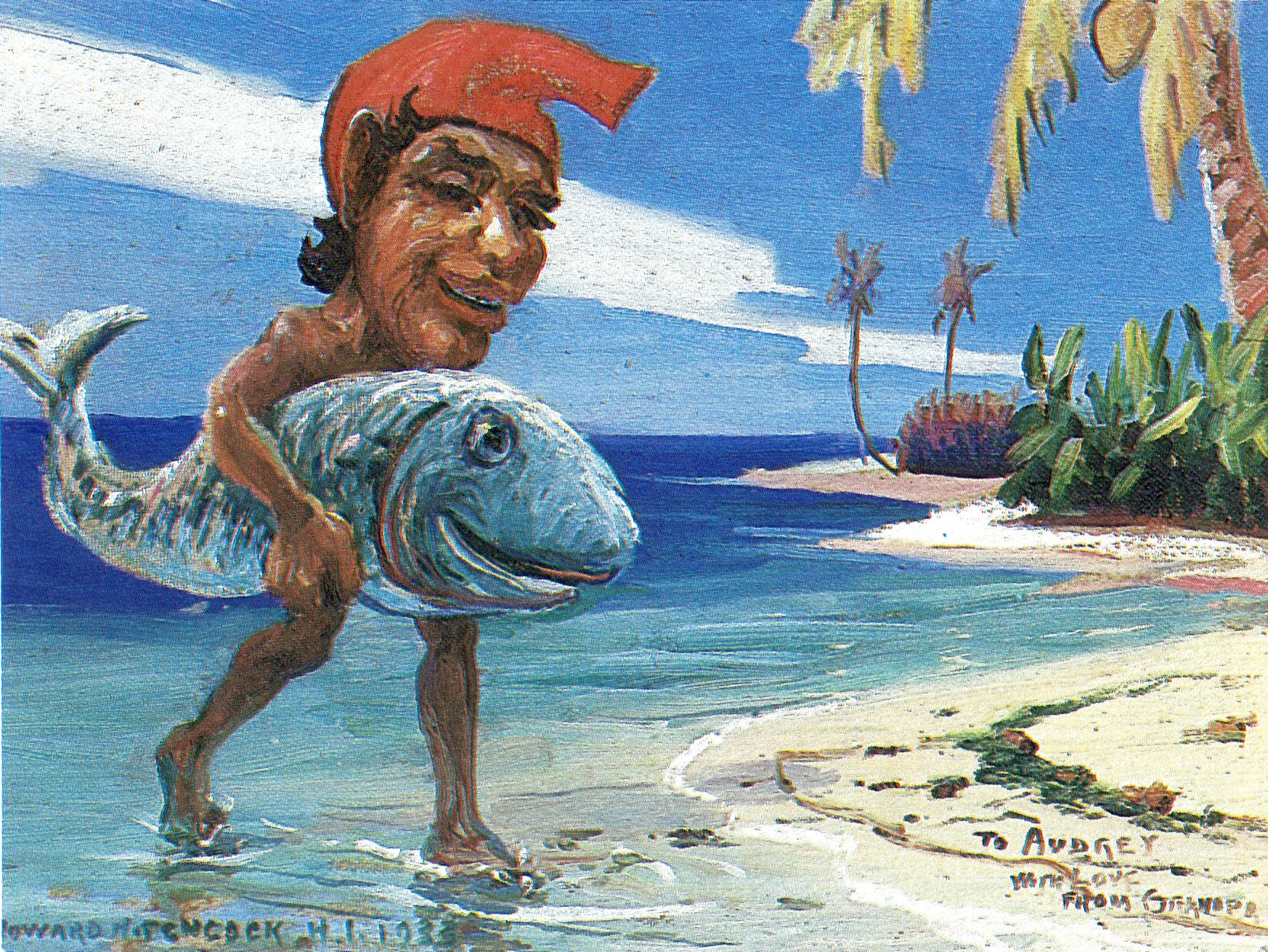
Menehune med fisk. Målning av David Howard Hitchcock.

Menehune är ett mytologiskt dvärgfolk på den amerikanska ögruppen  Hawaii med magiska krafter. 
Menehune lever huvudsakligen på ön Kauai men finns också på de andra öarna. De är skickliga  hantverkare som bygger tempel, fiskdammar, vägar, kanoter och hus på nätterna, varav flera fortfarande finns kvar, men överger bygget om det inte blir färdigt samma natt.

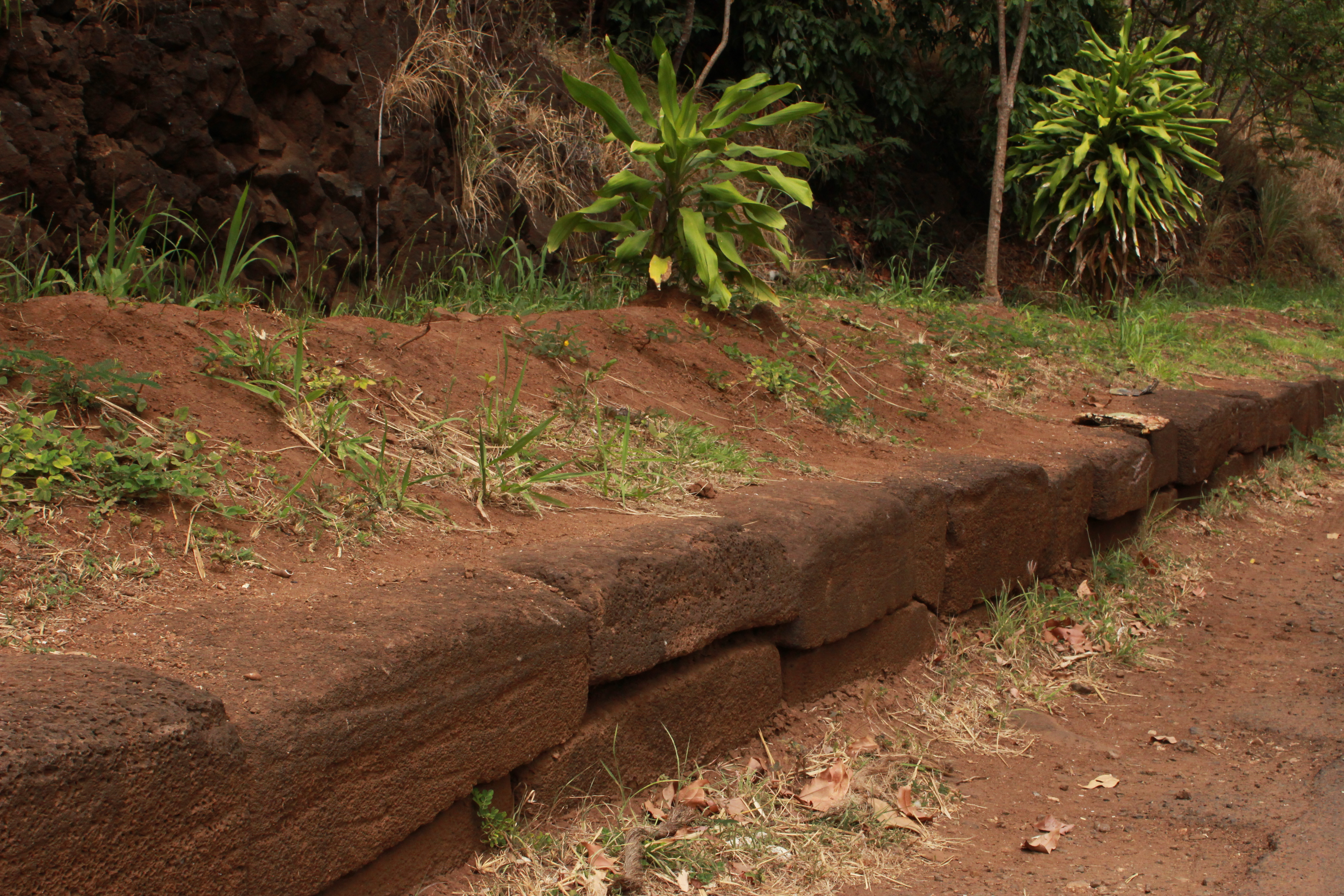
Menehune sägs ha byggt denna stenlagda kanal.

Enligt legenden kom Menehune till Hawaii innan polynesierna anlände på 1100-talet.
Menehune omtalas i de sägner som både den svenske etnografen
Abraham Fornander, som emigrerade till Hawaii 1943, och den australiske antikvarie, som flyttade dit tio år senare, tecknade ned. De beskrivs som små, muskulösa individer med framträdande panna, 
stora ögon och kraftiga ögonbryn, som lever djupt inne i skogarna och livnär sig på bland annat bananer och fisk.
Menehune omtalas inte i litteraturen innan europeerna kom till Hawaii, men kan ha varit en del av en muntlig tradition som gått förlorad. De uppmärksammades först efter 1861 när utländska forskare och författare började skriva fantasifulla berättelser om små varelser med övernaturliga förmågor.